# Heterobelba rostrata
Heterobelba rostrata är en kvalsterart som beskrevs av Durga Charan Mondal och Balsi Chand Kundu 1984. Heterobelba rostrata ingår i släktet Heterobelba och familjen Heterobelbidae. Inga underarter finns listade i Catalogue of Life.